# Sedum ursi
Sedum ursi är en fetbladsväxtart som beskrevs av H. 't Hart. Sedum ursi ingår i Fetknoppssläktet som ingår i familjen fetbladsväxter. Inga underarter finns listade i Catalogue of Life.